# خطة تحويل منابع المياه

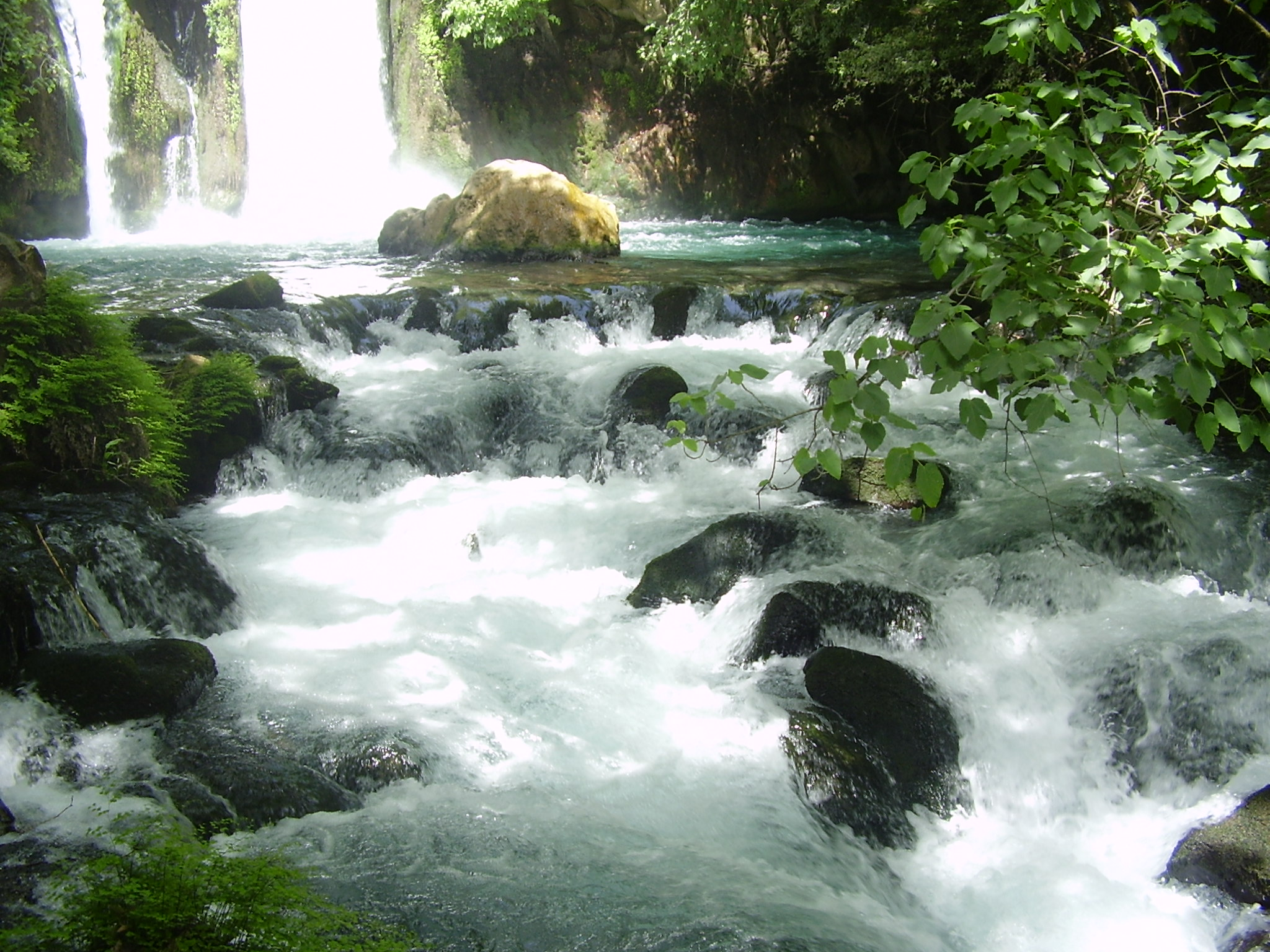
شلال بانياس، مرتفعات الجولان

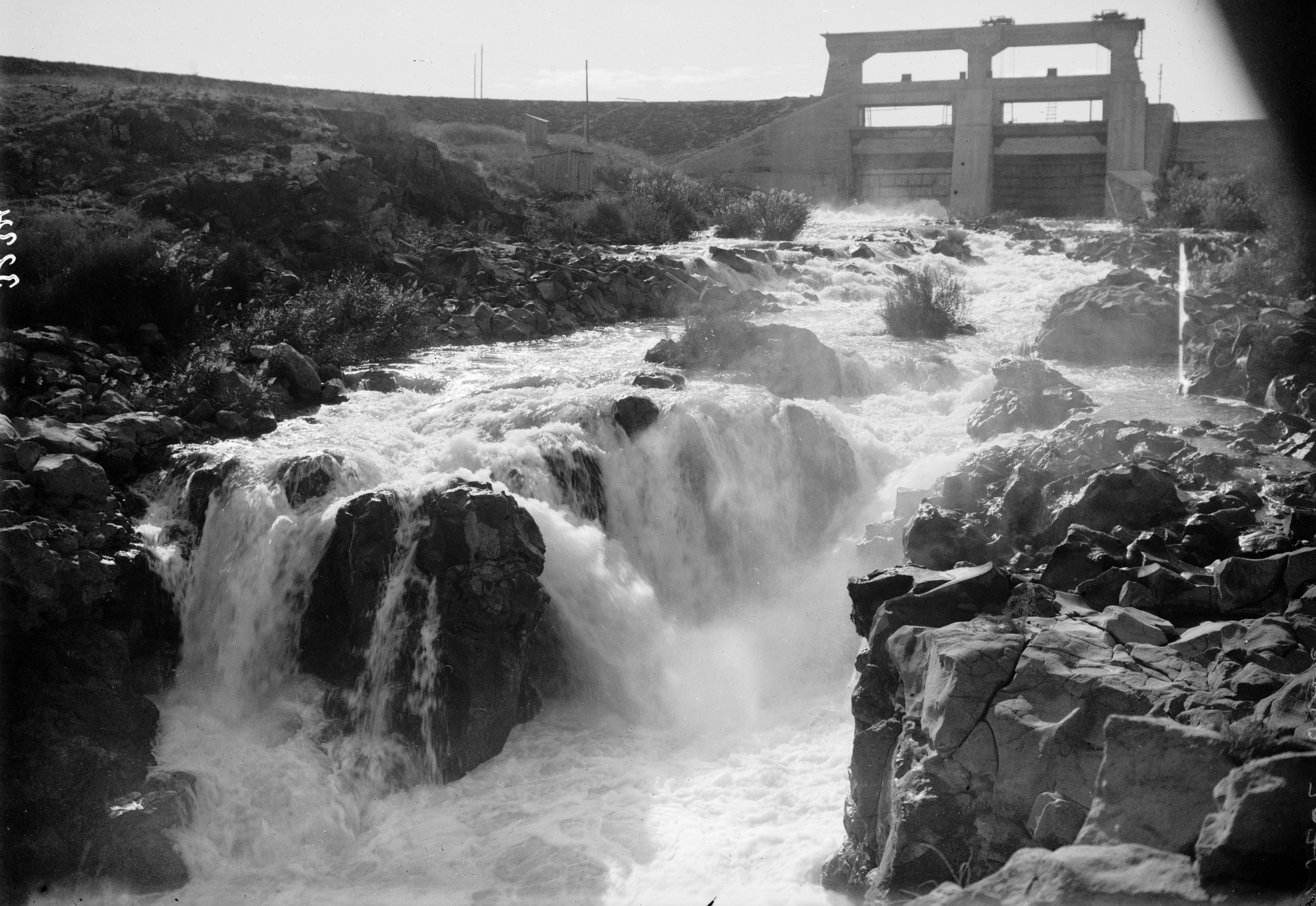
مياه الفيضانات التي تخرج من خزان اليرموك إلى نهر اليرموك، 1933

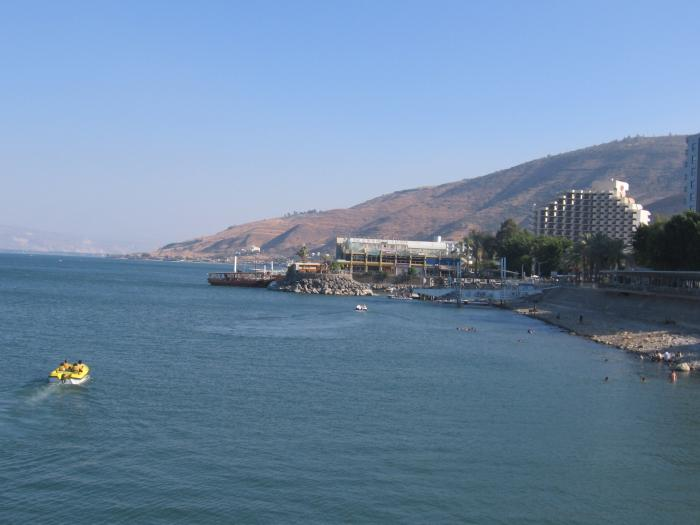
بحيرة طبريا، إسرائيل

كانت خطة تحويل منابع المياه خطة لجامعة الدول العربية لتحويل اثنين من المصادر الثلاثة لنهر الأردن، ومنعها من التدفق إلى بحيرة طبريا، من أجل إحباط خطط إسرائيل لاستخدام مياه الحاصباني و‌بانياس في مشروعها الوطني لناقلات المياه من أجل الري من الأحواض. وقد وافقت الجامعة العربية على الخطة في عام 1964 ولكن إسرائيل منعت تطوير المشروع بشن ضربات جوية على الأراضي السورية في أبريل 1967.
كانت الزيادة في العداء العربي الإسرائيلي المتصل بالمياه عاملًا رئيسيًا أدى إلى حرب يونيو 1967 التي دامت ستة أيام.

### الحواشي
1. ↑  ...it was the Israeli diversion that prompted President Nasser to call for the First Arab Summit in January 1964 of the heads of state for the region and North Africa. Iwao Kobori, Michael H. Glantz (1998) Central Eurasian Water Crisis: Caspian, Aral, and Dead Seas United Nations University Press, ISBN 92-808-0925-3 p 129–130